# Michel Ndary Adopo
Michel Ndary Adopo (Villeneuve-Saint-Georges, 19 de julho de 2000) é um futebolista francês que atua como volante. Atualmente defende o Cagliari.

## Carreira
Após jogar por Bussy-Saint-Georges e Torcy, Adopo chegou ao Torino em 2017 para jogar na equipe Primavera. Sua estreia como profissional foi na vitória por 2 a 0 sobre a Roma, em janeiro de 2020, em partida válida pela Série A, entrando como substituto de Alejandro Berenguer aos 51 minutos do segundo tempo.
Em janeiro de 2021, foi emprestado para a Viterbese, da Série C, tendo atuado em 53 partidas (50 pela terceira divisão e 3 pela Copa da Itália), marcando 3 gols. Reintegrado ao elenco do Torino em 2022, disputou 11 jogos na temporada e marcou seu único gol pelos Granata em janeiro de 2023, que deu a vitória por 1 a 0 sobre o Milan em San Siro.
Em julho do mesmo ano, o volante foi contratado pela Atalanta, estreando na vitória por 2 a 0 sobre o Sassuolo, tendo inclusive dado um passe para Nadir Zortea marcar o segundo gol.
Fez parte do elenco campeão da Liga Europa da UEFA de 2023–24, tendo disputado uma partida na competição, contra o Raków Częstochowa, pela fase de grupos, que terminou com vitória da Dea por 4 a 0.
Em julho de 2024, foi emprestado ao Cagliari por uma temporada.

## Carreira internacional
Em 2018, Adopo (que é descendente de marfinenses) jogou 3 partidas pela seleção Sub-18 da França.

## Títulos
Atalanta
- Liga Europa da UEFA: 2023–24[9]